# Grundsunds landskommun
Grundsunds landskommun har varit en kommun i dåvarande  Göteborgs och Bohus län.

## Administrativ historik
Denna kommun bildades i Orusts västra härad i Bohuslän, när 1862 års kommunalförordningar började gälla.
Området utgjorde före dess en kyrksocken Grundsunds socken med egen sockenstämma men utan att vara egen jordebokssocken, vilken var Morlanda socken. Området kom senare att överföras till Skaftö socken.
I kommunen inrättades 29 januari 1886 Grundsunds municipalsamhälle. 
Vid kommunreformen 1952 uppgick kommunen i Skaftö landskommun samtidigt som municipalsamhället upplöstes. Skaftö landskommun upplöstes 1971 då denna del uppgick i Lysekils kommun.
Ytan på landskommunen var 0,89 kvadratkilometer.